# Werner Spiewak
Werner Spiewak (* 3. Oktober 1927; † 23. Dezember 2009)  war ein deutscher Fußballschiedsrichter. 

## Sportlicher Werdegang
Spiewak stammte aus dem Hamburger BezirkBarmbek-Uhlenhorst. Nachdem er zunächst Spiele der Oberliga Nord sowie der Endrunde um die Deutsche Meisterschaft geleitet hatte, stand er nach Einführung der Bundesliga als höchster deutschlandweiter Spielklasse zur Saison 1963/64 dort als Spielleiter auf dem Feld. In den ersten beiden Spielzeiten der neuen deutschen Beletage leitete er insgesamt elf Meisterschaftsspiele. Zudem kam er bei Endrundenspielen im DFB-Pokal zum Einsatz.